# Аудруве
А́удруве (Аудрувис; устар. Авдрувис, Аудрау; латыш. Audruve, Audruvis) или Аудруве́ (лит. Audruvė, Aldruvė) — река в Латвии и Литве. В Латвии течёт по территории Елгавского края, в Литве — по территории Ионишкского района. Левый приток нижнего течения Вирцавы.
Длина — 52 км (по другим данным — 46 км). Представляет собой типичную равнинную реку с выраженно разветвлённой сетью притоков (960 м/км²). Начинается в 7 км к северу от Ионишкиса, около северо-западной окраины деревни Нюрайчяй, на границе Ионишкского и Гатаучяйского староств в Литве. Преобладающим направлением течения является север. Устье Аудруве находится в 24 км по левому берегу Вирцавы, немного южнее Лиелвирцавы в Платонской волости Латвии. Уклон — 1,1 м/км (по другим данным — 1,2 м/км), падение — 59 м. Площадь водосборного бассейна — 142 км² (по другим данным — 148 км²). Средний расход воды — 0,4 м³/с. Объём годового стока — 0,018 км³.
Основные притоки:
- правые: Кирена, Юодупис;
- левые: Клампе, Пурве, Упяле[12][1].